# Martin Knittler
Martin Knittler (né le 10 juillet 1916 à Pietling et mort le 13 juillet 1958 à Bonn) est un SS-Oberscharführer, chef de bloc au camp de concentration de Sachsenhausen.

## Biographie
Martin Knittler est le fils d'un fermier. À l'âge d'un an, il va dans la ferme d'un oncle à cause de la maladie de sa mère. Il y reste et y travaille jusqu'à l'âge de 18 ans. En 1934, il se porte volontaire dans l'armée. En 1935, il devient membre de la SS. En janvier 1936, il rejoint le SS-Totenkopfverband puis en 193 le NSDAP .
À partir d'avril 1938, il est affecté au camp de concentration de Sachsenhausen, où il travaille initialement dans la censure du courrier de la "Tour A". Puis il devient chef de bloc dans la "zone d'isolement", où les prisonniers sont exposés à une violence particulière. À l'été 1938, il noye un détenu dans un tonneau d'eau. Lors de l'appel, il apparaissait avec un berger allemand, qu'il excitait contre les prisonniers. Il fait également battre des détenus accrochés à un poteau . À l'automne 1941, il participe au meurtre d'au moins 10 000 prisonniers de guerre soviétiques. Des procès ultérieurs ont prouvé qu'il avait personnellement tué 50 prisonniers. 
Selon sa propre déclaration, Knittler est parfois chef du rapport dans le camp annexe «Heinkel-Werke». En 1942, il est le chef du commandement du camp annexe de Glau pendant quelques mois. En 1943, il est ensuite employé dans le «Kommando Speer», où les prisonniers devaient démonter des câbles et des batteries. À partir de janvier 1944, Knittler devient chef de file du camp de concentration de Mittelbau-Dora, où les prisonniers produisent des armes. Là, il participe à des exécutions .
Le 4 mai 1945, Knittler est fait prisonnier par les Américains, puis livré aux forces d'occupation soviétiques en juin 1946. Le 31 octobre 1947, il est  condamné aux travaux forcés par un tribunal militaire soviétique lors du Procès de Sachsenhausen. Il purge une partie de sa détention au camp de prisonniers de Vorkouta. En janvier 1956, il retourne en Allemagne en tant que criminel de guerre non amnistié . À partir d'octobre 1956, il se reconvertit comme dessinateur technique. En janvier 1957, il est placé en détention provisoire. Il se suicide en juillet 1958 dans la maison d'arrêt de Bonn. 